# واراز-شاپوه آماتونی
واراز-شاپوه (به ارمنی: Վարազ-Շապուհ) یک ناخارار ارمنی از خاندان آماتونی بود. او کسی بود که در سال ۴۸۱ به آذرگشنسپ خبر رسانید که واهان مامیکونیان و سایر اشراف ارمنی به شورش واختانگ یکم گرجستان پیوسته‌اند.